# Francisco Ronquillo Briceño
Francisco Ronquillo Briceño (Milán, 22 de octubre de 1644-Madrid, 29 de mayo de 1719) fue un noble, militar y hombre de estado español que desempeñó diversos puestos de relevancia al servicio de Carlos II y de Felipe V.

## Biografía
Fue hijo de Antonio Ronquillo de Cuevas (1590-1651), virrey de Sicilia, y de Jacinta Briceño de Osorio, señora de Gramedo, Molezuelas, Piquillos y Villaquejida. Cuando muere sin sucesión su hermano mayor José, hereda el título de IV Conde de Gramedo. Igualmente, al fallecer su prima María Teresa Ronquillo Briceño, hereda el título de II marqués de Villanueva de las Torres. En 1672 casó en Zaragoza con Petronila Jiménez (o Ximénez) de Murillo y Suelves (n. 1652). Su hija, Angela Manuela Ronquillo Briceño y Ximénez de Murillo, heredó los títulos.

«Era Ronquillo un hombre de singular fidelidad y amor al Rey, tanto, que se propasaba su zelo, y por eso adquirió fama de demasiado rígido(...) No era capaz de contemplaciones, ni de grandes obsequios, poco lisonjero y cerrado, y por eso padecía notas de rusticidad su genio austero».

También fue esposo de María Elvira Jofre de Loaisa (m. 9 de junio de 1694), viuda de Félix de Silva Nieto.
Fue mayordomo de Juan José de Austria, y tras la muerte de este, corregidor de Córdoba entre 1682 y 1689; de Madrid entre 1690 y 1696, y nuevamente entre 1699 y 1703, por petición popular durante el motín de los gatos, y habiendo sido destituido Francisco de Vargas Lezama.
Ronquillo Briceño fue ordenado corregidor de Córdoba en 1682 debido a la graves epidemias a las que se estaba enfrentando la ciudad y se consideraba un hombre fuerte para su control. Tan solo un año después de establecerse, su mujer falleció. Además, Francisco fue el corregidor que más tiempo gobernó Córdoba durante todo el siglo XVII, realizando algunos proyecto tan importantes como la plaza de la Corredera, el control de los representantes en el Cabildo o el saneamiento e impulso económico de la urbe.
Durante los últimos años del reinado de Carlos II, fue partidario del bando borbónico junto a Manuel Arias y Porres, el marqués de Harcourt y el cardenal Portocarrero, en oposición al conde de Oropesa Manuel Joaquín Álvarez de Toledo-Portugal y al almirante de Castilla Juan Tomás Enríquez de Cabrera, que encabezaban el bando austracista.
Tras la muerte de Carlos II, entró al servicio de Felipe V, comandando las fuerzas borbónicas durante la guerra de sucesión y desempeñando la presidencia del Consejo de Castilla entre 1705 y 1713, fecha en la que, según los Decretos de Nueva Planta, el consejo fue dividido en cinco salas.
| Predecesor: Carlos Briceño y Coloma                             | Marqués de Villanueva de las Torres                                                 | Sucesor: Angela Manuela Ronquillo Briceño                     |
| Predecesor: José Ronquillo Briceño                              | Conde de Gramedo                                                                    | Sucesor: Angela Manuela Ronquillo Briceño                     |
| Predecesor: Lorenzo de Villavicencio Francisco de Vargas Lezama | Corregidor de Madrid 1690 - 1696 1699 - 1703                                        | Sucesor: Francisco de Vargas Lezama Fernando Matanza Corcuera |
| Predecesor: José de Solís y Valderrábano                        | Presidente del Consejo de Castilla 9 de noviembre de 1705 - 12 de noviembre de 1713 | Sucesor: El consejo se divide en cinco salas                  |